# Tunni jezik
Tunni jezik (af-tunni; ISO 639-3: tqq), jezik somalskog nomadskog pastirskog plemena Tunni s Roga Afrike u Somaliji, distrikti Dhiinsoor, Baraawe i Jilib. 23 000 govornika (2006). Jezik pripada somalskoj podskupini istočnokušitskih jezika

## Vanjske poveznice
- Ethnologue (14th)
- Ethnologue (15th)